# Emily Baldoni
Emily Baldoni, född som Emily Malou Fuxler, den 3 augusti 1984 i Uppsala, är en svensk skådespelerska, som sedan många år tillbaka är bosatt och verksam i USA (Los Angeles). Hon är mest känd för att ha medverkat i filmen Coherence från 2013, i rollen som karaktären Emily. Hon var tidigare krediterad under namnet Emily Foxler (en variant av hennes tidigare angivna flicknamn), fram tills det att hon gifte sig och bytte över till sitt nuvarande efternamn, under sommaren 2013.
Emily Baldoni är sedan år 2013 gift med skådespelaren och regissören Justin Baldoni. Makarna har två barn (en dotter och en son) tillsammans, födda år 2015 och 2017.

## Filmografi (i urval)

### Filmer
- 2009 – Flickvänner från förr (i rollen som Nadja)
- 2013 – Coherence (i rollen som Emily)
- 2019 – Five Feet Apart (i rollen som Julie)
- 2020 – Clouds (i rollen som CNN-reporter)

### TV-serier
- 2007 – CSI: New York (TV-serie) (i rollen som Emma Blackstone)
- 2008 – Burn Notice (TV-serie) (i rollen som Katya)
- 2008 – How I Met Your Mother (TV-serie) (i rollen som Claudette)
- 2009 – CSI: Miami (TV-serie) (i rollen som Cynthia Lang)
- 2009 – Brottskod: Försvunnen (TV-serie) (i rollen som Monica Swall)
- 2009 – Bones (TV-serie) (i rollen som Lena Brodsky)
- 2009 – CSI: Crime Scene Investigation (TV-serie) (i rollen som Pam Harris)
- 2010 – Legend of the Seeker (TV-serie) (i rollen som syster Nicci)
- 2010 – The Mentalist (TV-serie) (i rollen som Heather Rade)
- 2011 – Human Target (TV-serie) (i rollen som Julia)
- 2011 – Rizzoli & Isles (TV-serie) (i rollen som Sage Molette)
- 2012 – Rules of Engagement (TV-serie) (i rollen som Stephanie)
- 2012 – Mad Men (TV-serie) (i rollen som Emily)
- 2013 – The Glades (TV-serie) (i rollen som Lily Truster / Inna Szabo)
- 2013 – Castle (TV-serie) (i rollen som Svetlana Renkov)
- 2013 – Mob City (TV-serie) (i rollen som Claire Harmony)
- 2014 – Agents of S.H.I.E.L.D. (TV-serie) (i rollen som Sofia)
- 2014 – NCIS: Los Angeles (TV-serie) (i rollen som Olivia Brunson)
- 2014 – Major Crimes (TV-serie) (i rollen som Cynthia)
- 2015 – Jane the Virgin (TV-serie) (även 2919) (i rollen som ej namngiven klasskamrat och löparkompis)